# Tim Lobinger
Tim Lobinger, född 3 september 1972 i Rheinbach, Nordrhein-Westfalen, död 16 februari 2023 i München, var en tysk friidrottare som tävlade i stavhopp. Lobinger var en av få stavhoppare som har hoppat över 6 meter, vilket han gjorde första gången 1997. Hans personliga rekord var 6,00.
Lobinger deltog vid fyra olympiska spel. Det bästa resultatet var en sjundeplats vid olympiska sommarspelen 1996 i Atlanta. 
Vid världsmästerskap i friidrott var han flera gånger nära att vinna en medalj. Närmast kom han vid VM 1997 då han slutade på fjärde plats. Han fick även två femteplatser vid VM 2003 och 2005. 
Vid världsmästerskapen inomhus tog han två medaljer, guld i VM 2003 och brons i VM 2006. 
Vid Europamästerskapen vann han tre medaljer, silver i EM 1998 och EM 2006, och brons i EM 2002.